# Vitalogy
Vitalogy — третій студійний альбом гурту Pearl Jam, виданий у 1994 році. Pearl Jam написали та записали Vitalogy під час гастролей їхнього попереднього альбому Vs. (1993). Музика на альбомі була більш різноманітна, ніж у попередніх релізах, і містить агресивні рок-пісні, балади, а також кілька експериментальних треків.

## Запис
Перша сесія запису була зроблена наприкінці 1993 року в Новому Орлеані, Луїзіана, де гурт записав пісні «Tremor Christ» і «Nothingman». Інша частина матеріалу була написана та записана в 1994 році на студіях у Сієтлі, Вашингтон, і Атланті, Джорджія, гурт закінчив запис альбому на Bad Animals Studio, Сієтл, після завершення туру. Пісня «Immortality» була написана а квітні 1994 року, коли гурт був з виступом в Атланті.
В цей час у гурті складаються напружені відносини. Продюсер Брендан O'Браєн сказав, «Vitalogy був трохи напруженим». Басист Джеф Амент сказав: «Спілкування проходило вкрай напружено». Барабанщик Дейв Аббрузес заявив, що гітарист Стоун Ґоссард припиняє участь у гурті. За словами Ґоссарда Vitalogy був першим альбомом, де вокаліст Едді Веддер приймав остаточне рішення. В цей час, Ґоссард думав про відхід з гурту. Ґоссард сказав, що гурт відчував труднощі, таким чином більшість пісень були складені з джем-сейшнів. Він додав, що «80% пісень були написані за 20 хвилин до того, як вони були записані». Під час виробництва Vitalogy гітарист Майк Маккріді пішов на реабілітацію від алкогольної та наркотичної залежності.

## Список пісень
1. «Last Exit» — 2:54
2. «Spin the Black Circle» — 2:48
3. «Not for You» — 5:52
4. «Tremor Christ» — 4:12
5. «Nothingman»- 4:35
6. «Whipping» — 2:35
7. «Pry, To» — 1:03
8. «Corduroy» — 4:37
9. «Bugs» — 2:45
10. «Satan's Bed» — 3:31
11. «Better Man» — 4:28
12. «Aye Davanita» — 2:58
13. «Immortality» — 5:28
14. «Hey Foxymophandlemama, That's Me» — 7:44

## Учасники запису
- Едді Веддер — вокал, гітара, акордеон
- Джеф Амент — бас-гітара, контрабас, вокал
- Стоун Ґоссард — гітара, вокал, мелотрон
- Майк Маккріді — гітара, вокал, слайд-гітара
- Дейв Аббрузес — ударні
- Джек Айронс — ударні («Hey Foxymophandlemama, That's Me»)

## Сертифікації
| Регіон                                                                                          | Сертифікація  | Продажі    |
| ----------------------------------------------------------------------------------------------- | ------------- | ---------- |
| Австралія (ARIA)                                                                                | 4× Платиновий | 280 000^   |
| Канада (Music Canada)                                                                           | 5× Платиновий | 500 000^   |
| Нідерланди (NVPI)                                                                               | Золотий       | 50 000^    |
| Нова Зеландія (RIANZ)                                                                           | Платиновий    | 15 000^    |
| Польща (ZPAV)                                                                                   | Золотий       | 50 000*    |
| Іспанія (PROMUSICAE)                                                                            | Золотий       | 50 000^    |
| Велика Британія (BPI)                                                                           | Золотий       | 100 000^   |
| США (RIAA)                                                                                      | 5× Платиновий | 5 000 000^ |
| *продажі, що базуються лише на сертифікаціях ^відвантаження, що базуються лише на сертифікаціях |               |            |